# Mai Satoda
Pour les articles homonymes, voir Pabo et Aladdin.
Mai Satoda (里田まい, Satoda Mai), née le 29 mars 1984 à Sapporo (Hokkaido, Japon), est une ex-idole japonaise, chanteuse et modèle, membre ou ex-membre des groupes de J-pop Country Musume, Ongaku Gatas, Pabo, Aladdin, Satoda Mai with Gōda Kyōdai, Satoda Mai with Gōda Kazoku.

## Biographie
Elle débute en 2002 en rejoignant le groupe Country Musume du Hello! Project, après avoir échoué à l'audition pour intégrer la "quatrième génération" des Morning Musume en 2000. Elle participe à plusieurs "shuffle units", et est intégrée en 2003 à la nouvelle équipe de futsal du H!P, les Gatas Brilhantes, puis à sa version musicale Ongaku Gatas en 2007, Country Musume venant officieusement de cesser ses activités à la suite du départ de deux de ses trois derniers membres.
Cette même année, elle commence à connaitre le succès en dehors du Hello! Project en tant que membre du trio J-pop féminin Pabo (avec Suzanne et Yukina Kinoshita), puis en 2008 avec son dérivé mixte Aladdin composé des trio Pabo et Shuchishin (Takeshi Tsuruno, Naoki Nokubo et Yusuke Kamiji). Elle a également sorti trois photobooks, et un single avec le duo Fujioka Fujimaki. Depuis mai 2008, elle participe régulièrement à l'émission télé Quiz! Hexagon II, pour laquelle ont été créés les groupes Pabo, Shuchishin et Aladdin. Fin 2008, elle forme le groupe Satoda Mai with Gōda Kyōdai, qui devient Satoda Mai with Gōda Kazoku l'année suivante à l'arrivée d'un nouveau membre, avec lequel elle sort un album fin 2009. Son départ du H!P a lieu le 31 mars 2009, avec les autres anciennes du Elder Club. Elle continue sa carrière au sein de la maison mère Up-Front et du M-line club en tant que membre d'Ongaku Gatas, groupe qui cesse ses activités en 2010.
Elle épouse en janvier 2012 le joueur de baseball et fan d'idols Masahiro Tanaka ; celui-ci signe deux ans plus tard un gros contrat avec l'équipe des Yankees de New York, entrainant le départ du couple pour les États-Unis. Mai Satoda a auparavant commenté : "Même si Country Musume n'existe plus vraiment, au fond de moi, je suis et je resterai membre de ce groupe".
En février 2014 est annoncée une nouvelle audition pour recruter de nouveaux membres de Country Musume ; en fin d'année est créé le groupe Country Girls, dont Satoda est nommée superviseuse.

## Participations
Groupes du Hello! Project
- Country Musume (2002-2009)
- ROMANS (2003)
- Ongaku Gatas (2007-)

Shuffle Units
- 2002: Sexy 8
- 2003: 7 AIR
- 2004: H.P. All Stars
- 2005: Elegies

Equipes sportives
- Gatas Brilhantes H.P. (2003-)
- Sapporo Cerbies (2007-)

Groupes hors H!P
- Pabo (2007-)
- Aladdin (2008)
- Satoda Mai with Gōda Kyōdai (2008)
- Satoda Mai with Gōda Kazoku (2009-)

## Discographie

### Singles
Avec Country Musume
- 7 avril 2002 : Iroppoi Onna ~Sexy Baby~
- 13 novembre 2002 : Bye Bye Saigo no Yoru
- 24 juillet 2003 : Uwaki na Honey Pie
- 12 novembre 2003 : Senpai ~Love Again~
- 4 août 2004 : Shining Itoshiki Anata

Avec des groupes temporaires
- 2002 : Shiawase Desu ka? (avec Sexy 8)
- 2003 : Kowarenai Ai ga Hoshii no (avec 7 AIR)
- 2003 : Sexy Night ~Wasurerarenai Kare~ (avec ROMANS)
- 2004 : All for One & One for All! (avec H.P. All Stars)
- 2005 : Inshōha Renoir no Yō ni (avec Elegies)

Avec Ongaku Gatas
- 12 septembre 2007  : Narihajimeta Koi no Bell
- 5 décembre 2007 : Yattarōze!
- 10 septembre 2008 : Come Together
- 6 mars 2010 : Ready! Kick Off!!

Hors Hello Project
- 23 mai 2007 : Oyaji no Kokoro ni Tomotta Chiisana Hi (オヤジの心に灯った小さな火) (par "Satoda Mai with Fujioka Fujimaki")
- 26 septembre 2007 : Koi no Hexagon (恋のヘキサゴン) (Avec Pabo)
- 30 juillet 2008 : Hi wa, Mata Noboru (陽は、また昇る) (Avec Aladdin)
- 12 novembre 2008 : Mō Sugu Christmas (もうすぐクリスマス) (par "Satoda Mai with Gōda Kyōdai")
- 14 janvier 2009 : Bye Bye (バイバイ) (par "Satoda Mai with Gōda Kyōdai")
- 17 juin 2009 : I Believe ~Yume wo Kanaeru Mahō no Kotoba~ / Don't leave me (par "Satoda Mai with Gōda Kazoku")
- 27 octobre 2010 : Zoku Oyaji no Kokoro ni Tomotta Chiisana Hi (続・オヤジの心に灯った小さな火) ("Satoda Mai with Fujioka Fujimaki")

### Albums
- 23 août 2006 : Country Musume Daizenshū 2 (avec Country Musume)
- 9 décembre 2009 : Satoda Mai With Gōda Kazoku (par "Satoda Mai with Gōda Kazoku")
- 6 février 2008 : 1st Goodsal (Avec Ongaku Gatas)

## Photobooks
- Satoda Mai (里田まい) (octobre 2003)
- My Life (mars 2007)
- Mai-Thai (décembre 2007)